# The Penguin
The Penguin ist eine im Jahr 2024 veröffentlichte US-amerikanische Miniserie nach einer Idee von Lauren LeFranc. Es handelt sich um ein Spinoff zu The Batman (2022) und stellt die Comicfigur Pinguin in den Mittelpunkt, die erneut von Colin Farrell dargestellt wird. In weiteren zentralen Rollen sind Cristin Milioti, Rhenzy Feliz und Deirdre O’Connell zu sehen. Die Erstveröffentlichung erfolgte von September bis November 2024 in den USA durch den Streaminganbieter Max, in Deutschland durch Sky Atlantic und WOW.
Kritiken zu The Penguin fielen überwiegend positiv aus und hoben neben der schauspielerischen Leistungen der Hauptdarsteller auch die Charakterzeichnung seiner Protagonisten und allgemein düstere Stimmung der Miniserie hervor. Im Rahmen der Primetime-Emmy-Verleihung 2025 erhielt The Penguin 24 Nominierungen, darunter als beste Miniserie.

## Handlung
Die Serie setzt eine Woche nach den Ereignissen von The Batman ein und behandelt den Aufstieg von Oswald „Oz“ Cobb innerhalb der Unterwelt von Gotham.

## Besetzung und Synchronisation
Die deutschsprachige Synchronisation entstand bei Interopa Film in Berlin nach Dialogbüchern von Robert Golling und unter der Dialogregie von Stefan Fredrich.
| Rolle                               | Schauspieler       | Hauptrolle (Episoden)      | Nebenrolle (Episoden) | Synchronsprecher         |
| ----------------------------------- | ------------------ | -------------------------- | --------------------- | ------------------------ |
| Oswald „Oz“ Cobb / Der Pinguin      | Colin Farrell      | 1.01–1.08                  |                       | Florian Halm             |
| Oswald „Oz“ Cobb / Der Pinguin      | Ryder Allen (jung) | 1.07–1.08                  |                       | Ludwig Ott               |
| Sofia Falcone-Gigante / Der Hangman | Cristin Milioti    | 1.01–1.08                  |                       | Marie Bierstedt          |
| Victor Aguilar                      | Rhenzy Feliz       | 1.01–1.08                  |                       | Marco Eßer               |
| Johnny Viti                         | Michael Kelly      | 1.01–1.05                  |                       | Peter Flechtner          |
| Eve Karlo                           | Carmen Ejogo       | 1.01–1.03, 1.05–1.06, 1.08 |                       | Natascha Geisler         |
| Alberto Falcone                     | Michael Zegen      | 1.01–1.02, 1.04            |                       | Florian Hoffmann         |
| Milos Grapa                         | James Madio        | 1.01–1.02, 1.04            |                       | Tobias Lelle             |
| Francis Cobb                        | Deirdre O’Connell  | 1.01–1.02, 1.05–1.08       |                       | Traudel Haas             |
| Francis Cobb                        | Emily Meade (jung) |                            | 1.07–1.08             | Ronja Peters             |
| Salvatore Maroni                    | Clancy Brown       | 1.01–1.02, 1.05–1.07       |                       | Oliver Stritzel          |
| Nick Fuchs                          | David H. Holmes    | 1.01–1.02, 1.05–1.07       |                       | Timo Weisschnur          |
| Mikey Stone                         | Joshua Bitton      | 1.01–1.02, 1.05            |                       | Robin Kahnmeyer          |
| Castillo                            | Berto Colon        | 1.01–1.02                  |                       | Torben Liebrecht         |
| Calvin                              | Ben Cook           | 1.01, 1.03                 |                       | Flemming Stein           |
| Carmine Falcone                     | Mark Strong        | 1.01, 1.04                 |                       | Tom Vogt                 |
| Bella Reál                          | Jayme Lawson       | 1.01, 1.08                 |                       | Yvonne Greitzke          |
| Nadia Maroni                        | Shohreh Aghdashloo | 1.02–1.05                  |                       | Kerstin Sanders-Dornseif |
| Dr. Julian Rush                     | Theo Rossi         | 1.02, 1.04–1.08            |                       | Daniel Fehlow            |
| Luca Falcone                        | Scott Cohen        | 1.02, 1.04                 |                       | Bernd Vollbrecht         |
| Carla Viti                          | Aleksa Palladino   | 1.02, 1.04                 |                       | Berenice Weichert        |
| Margaret Pye / Magpie               | Marié Botha        | 1.02 (Stimme), 1.04        |                       | Marieke Oeffinger        |
| Det. Marcus Wise                    | Craig Walker       | 1.02, 1.07–1.08            |                       | Sven Brieger             |
| Lawrence Loman / Squid              | Jared Abrahamson   | 1.03, 1.05–1.06            |                       | Ricardo Richter          |
| Summer Gleeson                      | Nadine Malouf      | 1.04                       |                       | Schaukje Könning         |
| Chief Mackenzie Bock                | Con O’Neill        | 1.05, 1.08                 |                       | Tim Moeseritz            |
| Rex Calabrese                       | Louis Cancelmi     | 1.07–1.08                  |                       | Alexander Doering        |
| Benny Cobb                          | Nico Tirozzi       | 1.07–1.08                  |                       | Lou Wittorf              |
| Jack Cobb                           | Owen Asztalos      | 1.07–1.08                  |                       | Moritz Hecke             |
| Taj Maroni                          | Aria Shahghasemi   |                            | 1.02–1.05             | Michel Diercks           |
| Roxy                                | Jessie Pinnick     |                            | 1.02–1.03, 1.06       | Franciska Friede         |
| Gia Viti                            | Kenzie Grey        |                            | 1.02, 1.04–1.05, 1.07 | Julia Fehr               |
| Feng Zhao                           | François Chau      |                            | 1.03, 1.06, 1.08      | Matthias Klages          |
| Link Tsai                           | Robert Lee Leng    |                            | 1 03, 1.06, 1.08      | Jan Makino               |
| Graciela                            | Anire Kim Amoda    |                            | 1.03                  | Patricia Strasburger     |
| Det. William Kenzie                 | Peter McDonald     |                            | 1.04                  | Uve Teschner             |
| Stadtrat Sebastian Hady             | Rhys Coiro         |                            | 1.06, 1.08            | Dennis Herrmann          |

## Produktion

### Hintergrund und Schreibprozess

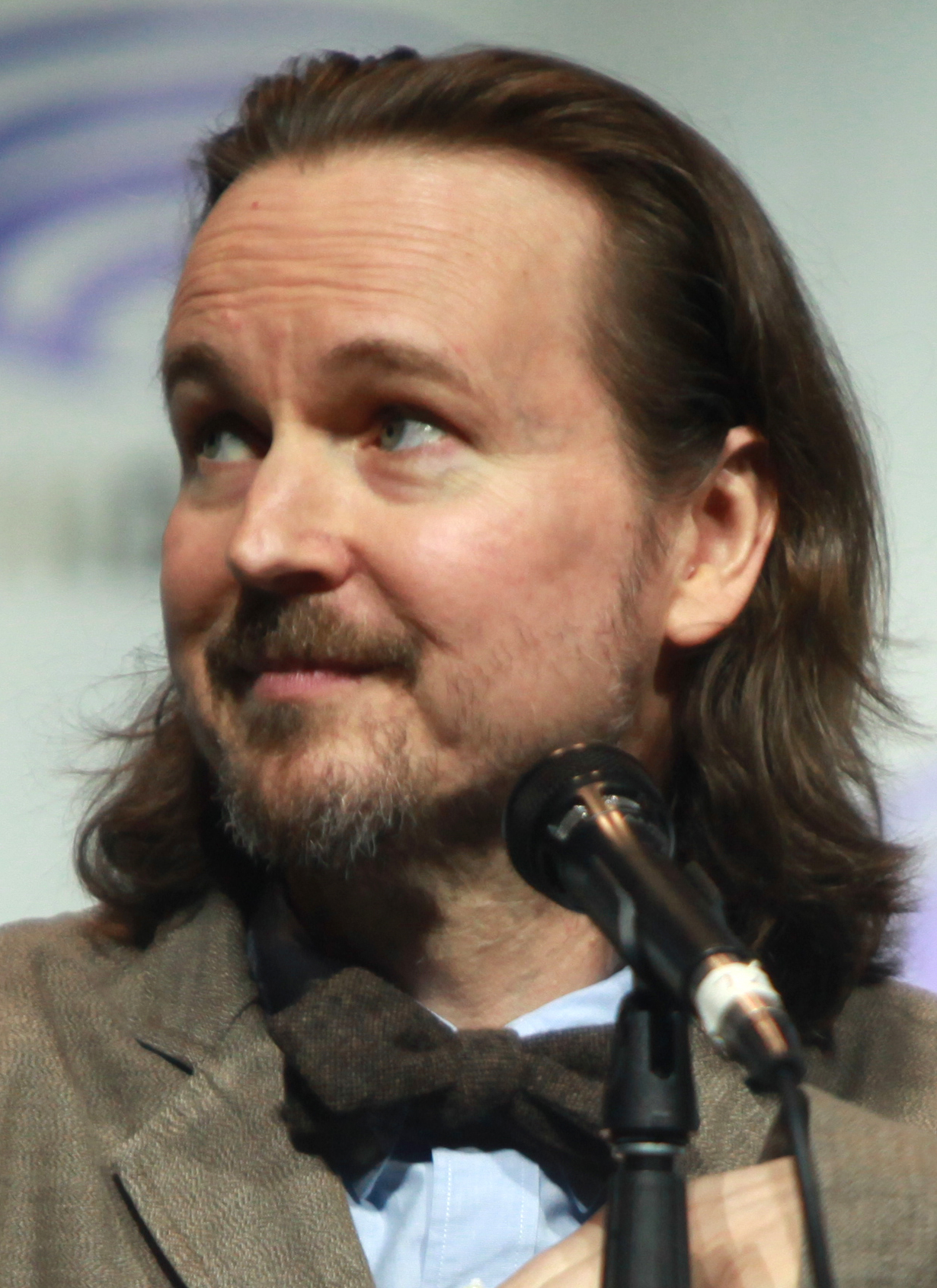
The Batman Regisseur Matt Reeves fungiert als Executive Producer der Miniserie.

Im September 2021 befand sich der Streaminganbieter Max bereits in der Entwicklung der Serie über die Figur Oswald Cobblepot. Matt Reeves, Regisseur von The Batman, hatte vorgeschlagen, die Figur in einem weiteren Film zu ergründen, stattdessen wurde sich jedoch für das Serienformat entschieden.
Wie The Batman und andere Projekte mit Geschichten jenseits des DC Extended Universe läuft The Penguin mit der Neuordnung und -organisation durch James Gunn und Peter Safran unter der Marke Elseworlds.
Als Showrunnerin wurde Lauren LeFranc engagiert, Reeves hingegen fungiert als Executive Producer, ebenso wie der Produzent des Films, Dylan Clark.
Da die Handlung zeitnah nach den Ereignissen von The Batman ansetzt, handele es sich um eine sehr düstere Geschichte und dadurch eine durchaus gewalttätige Serie, deren eigene Entwicklungen ein Fundament für Fortsetzung The Batman: Part II bilden sollen.
Als Inspiration zitierten Clark und Reeves die Gangsterfilme Scarface (1983) sowie Rififi am Karfreitag (1980). Laut Showrunnerin LeFranc stelle die Miniserie sogar eine direkte Brücke zwischen den beiden Filmen dar, zudem habe man Elemente der verworfenen Serie Gotham P.D. mit eingebaut. Im September 2024 erklärte Reeves, dass Hauptdarsteller Farrell in The Batman: Part II ebenfalls wieder mit von der Partie sein wird.
LeFranc schrieb die Pilotepisode sowie das Finale der Miniserie, für die übrigen Episoden waren sieben weitere Autoren verantwortlich; im Mai 2023 waren die Drehbücher fertiggestellt.
Die Showrunnerin erachtete die Serie eher als Krimi-Drama, entschied sich in ihrer Konzeption der Hauptfigur weitgehend auf Attribute aus der Comicvorlage zu verzichten und erklärte, auch an mehr Leute appellieren zu wollen, welche nicht die Comics kennen. Von der fünften zur sechsten Episode wurde mit einem Zeitsprung gearbeitet, LeFranc zufolge sollten die Figuren dadurch mehr Raum erhalten und der Untergrund schneller in Aktion gezeigt werden, wofür es sonst eine halbe Staffel zum Aufbauen gebraucht hätte.
Die dritte Episode ergründet die Hintergründe von Victor Aguilar und rückte die Figur weiter in den Fokus; die Schlussszene bildet dabei Darsteller Feliz zufolge eine Wendepunkt für dessen Charakter. Ein weiterer Wendepunkt und großer Moment der Figur ereignet sich in der sechsten Episode mit dem ersten begangenen Mord; jenen Moment diskutierten LeFranc und Feliz bereits im Vorhinein und vor den Dreharbeiten. Zudem weist Victor Aguilar zwar mehrere Parallelen zur Comicfigur Jason Todd auf, er ist jedoch keine direkte Adaptation dieser Figur.
Für die gezeigten Hintergründe der Figur Sofia Falcone in der vierten Episode ließ sich LeFranc von der Lebensgeschichte Rosemary Kennedys, der Schwester von John F. und Robert F. Kennedy, inspirieren. Sie ergänzte, um die Titelfigur besser zu verstehen, brauche es ein besseres Verständnis für seinen Antagonisten, in diesem Fall Sofia Falcone; jene erfahre mit dem Ende der Episode ebenfalls eine Art Wende. Betrachtet wurden in diesem Zusammenhang die Ähnlichkeiten der Figur mit dem von Al Pacino gespielten Michael Corleone aus der Pate-Trilogie (1972–1990), Darstellerin Milioti nahm zudem Einflüsse von Michelle Pfeiffers Catwoman aus Batmans Rückkehr (1992) in ihre Darstellung mit auf. Die Beziehung zwischen den Figuren Sofia Falcone und Julian Rush spielt laut LeFranc aktiv mit den gängigen Erwartungen des Genres und zeige eine Dynamik, die man nicht allzu oft sehen würde. Hinsichtlich ihrer Figur zog Milioti zudem den Vergleich zum von James Gandolfini gespielten Protagonisten Tony Soprano aus der Fernsehserie Die Sopranos (1999–2007).

### Besetzung

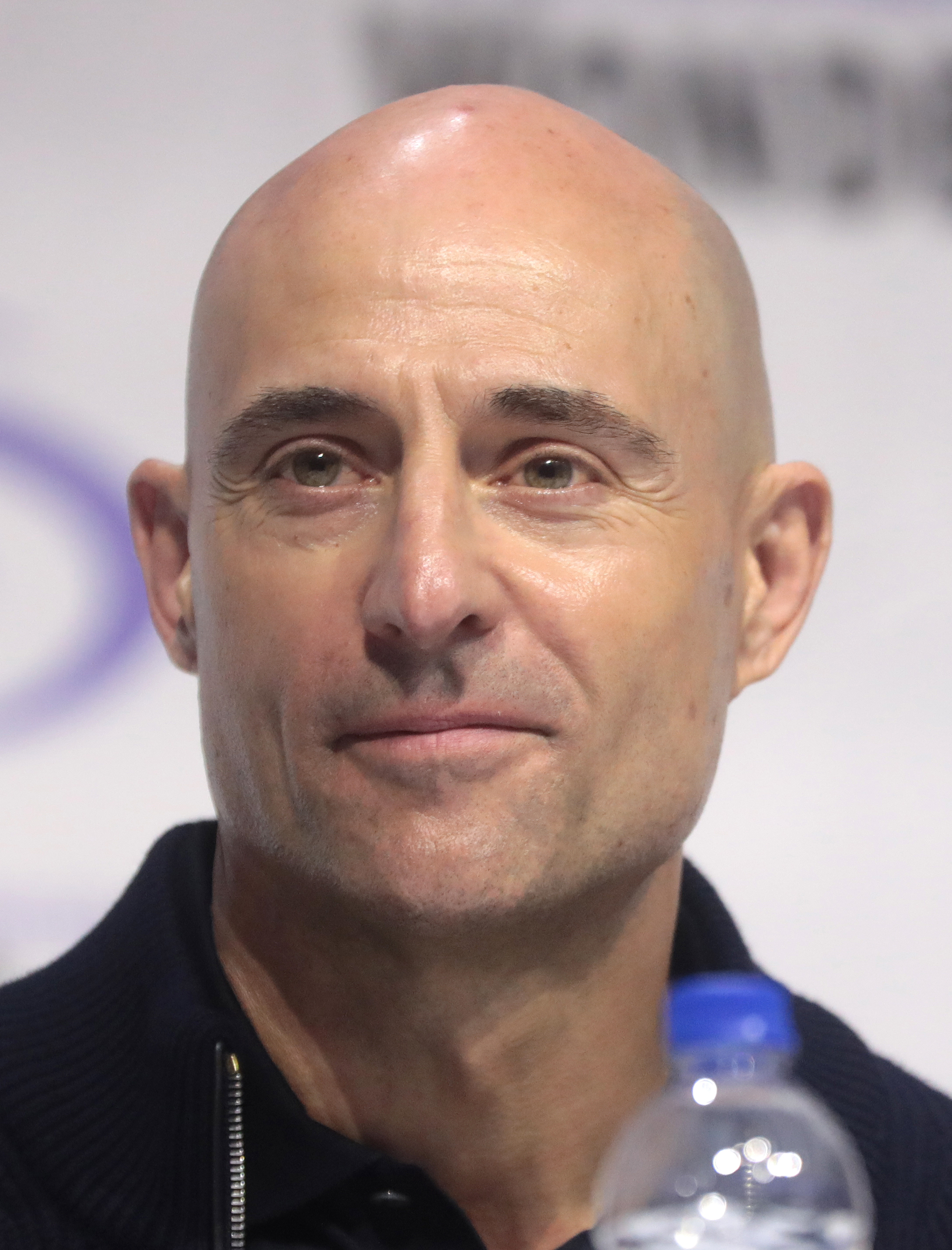
Die Rolle von Mafiaboss Carmine Falcone wurde anstelle von John Turturro mit Mark Strong neubesetzt.

Colin Farrell ist erneut in der Titelrolle zu sehen und fungiert als Executive Producer, neben ihm spielt Cristin Milioti als Sofia Falcone die weibliche Hauptrolle. Entgegen der Comicvorlage wurde das bürgerliche Alter Ego von Farrell's Figur jedoch ultimativ zu Oswald „Oz“ Cobb geändert, um der Figur wie schon anderen Aspekten in jener Welt etwas Geerdetes zu verleihen. Weitere Darsteller umfassen Clancy Brown als Salvatore Maroni, Michael Zegen als Alberto Falcone und Michael Kelly als Johnny Viti. Ebenso verpflichtet wurden Shohreh Aghdashloo als Nadia Maroni, Deirdre O’Connell als Francis Cobb, Rhenzy Feliz als Victor Aguilar, James Madio als Milos Grapa, Scott Cohen als Luca Falcone, Theo Rossi als Dr. Julian Rush, Carmen Ejogo als Eve Karlo, François Chau als Feng Zhao, David H. Holmes als Nick Fuchs und Jared Abrahamson als Comicfigur Lawrence Loman / Squid.
Im Mai 2024 wurde die Verpflichtung von Mark Strong öffentlich, welcher den Part des Carmine Falcone von John Turturro übernahm; dieser hatte ihn noch in The Batman gespielt, war jedoch wegen Terminproblemen verhindert und musste ersetzt werden. Wie Turturro jedoch selbst erklärte, habe er es abgelehnt die Figur erneut zu verkörpern, da es ihm zufolge in der Miniserie vermehrt Gewalt gegen Frauen gab, während die Gewalt in The Batman zumeist off-screen geschah. Showrunnerin LeFranc gab als Antwort an, sie ging von Terminproblemen aus, respektiere Turturros Entscheidung, und lobte ihn in diesem Zusammenhang sowie Strong für ihre Darstellungen der Figur.
Auch aus The Batman kehrten Jayme Lawson als Bella Reál, Peter McDonald als William Kenzie und Con O’Neill als Chief Mackenzie Bock zurück. Neben dem von Abrahamson dargestellten Squid sind weiteren kleinen Nebenrollen die Comicfiguren Margaret Pye / Magpie, Summer Gleeson und Rex Calabrese zu sehen, gespielt werden sie von Marié Botha, Nadine Malouf und Louis Cancelmi. Des Weiteren verkörpern Ryder Allen und Emily Meade jeweils junge Versionen von Oz Cobb und Francis Cobb in Rückblenden, die beiden Brüder von Oz, Jack Cobb und Benny Cobb, werden von Owen Asztalos und Nico Tirozzi gespielt.
Im Februar 2023 wurde zudem die Rückkehr von Robert Pattinson berichtet, wobei unklar war, ob er als Bruce Wayne oder dessen Alter Ego Batman auftreten würde. Nachdem der Bericht zwischenzeitlich als falsch abgetan wurde, kamen im Juni 2024 erneut Berichte auf, wonach Pattinson in mindestens einer Episode auftreten soll. Ende August erklärten jedoch sowohl Showrunnerin LeFranc als auch Reeves, dass Pattinson nicht in der Serie zu sehen sein werde.

### Dreharbeiten und Ausstattung

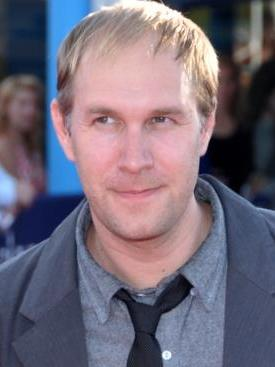
Craig Zobel übernahm die Inszenierung der ersten drei Episoden.

Die Dreharbeiten begannen unter dem Arbeitstitel Boss am 1. März 2023 in New York City. Als Regisseur für die ersten drei Episoden wurde Craig Zobel verpflichtet, daneben sind Helen Shaver, Kevin Bray und Jennifer Getzinger ebenfalls als Regisseure tätig. Im Zuge des Streiks der Writers Guild of America wurden die Dreharbeiten im Juni vorerst pausiert, Ende November schließlich fortgesetzt und im Februar 2024 abgeschlossen.
Den Dreh der Truck Sequenz in der zweiten Episode absolvierte die Crew um Regisseur Zobel in zwei Nächten. Für die Darstellung der Flutwelle in der Rückblende zu Beginn der dritten Episode studierten Zobel und das Team Sturmfluten, die sich während Hurrikan Katrina ereigneten, sowie mehrere Überschwemmungen und Hochwasser in Deutschland. Für die fiktiven Drogen in Form von Pilzen züchtete das Team echte Pilze und bemalte diese im Anschluss. Eine weitere Szene wurde ursprünglich für die achte Episode gedreht, jedoch letztlich geschnitten.
Für das Make-up ist wie bei The Batman Mike Marino verantwortlich; das Kostümdesign und das Szenenbild übernehmen jeweils Helen Huang und Kalina Ivanov. LeFranc, Huang und Milioti diskutierten dabei die Wahl und Präsentation der Kostüme von Sofia Falcone um Stereotype zu vermeiden; als Inspiration wurden die Models Edie Sedgwick und Kate Moss herangezogen. Das Kostüm von Oz Cobb in der achten Episode war nah an den Comics orientiert und wurde von Hauptdarsteller Farrell explizit gefordert.

### Musik
Den Soundtrack zur Serie komponierte Mick Giacchino, dessen Vater Michael Giacchino zuvor die Musik zu The Batman beisteuerte. In der ersten Episode wurde zudem der Song 9 to 5 von Dolly Parton verwendet.
Das aus 31 Musikstücken bestehende Soundtrack-Album wurde am 10. November 2024 durch WaterTower Music veröffentlicht. Der Soundtrack soll zu einem späteren Zeitpunkt durch WaterTower Music in Kooperation mit Mutant ebenfalls auf Vinyl und CD veröffentlicht werden.
| Nr.          | Titel                                             | Länge   |
| ------------ | ------------------------------------------------- | ------- |
| 1.           | Scherzo for a Flightless Bird (The Penguin Theme) | 3:14    |
| 2.           | Time to Ascend                                    | 2:39    |
| 3.           | Mother of Oz - Bonus Track                        | 2:18    |
| 4.           | Bird of Aqua Paradise                             | 2:54    |
| 5.           | Pinky and the Slain                               | 4:25    |
| 6.           | Shots and Chasers                                 | 3:21    |
| 7.           | Strife of the Party                               | 2:21    |
| 8.           | Put the Blame on the Maimed                       | 4:47    |
| 9.           | Strike a Deal                                     | 1:48    |
| 10.          | VicTory - Bonus Track                             | 1:55    |
| 11.          | Arrested Developments                             | 3:13    |
| 12.          | Slammer Time                                      | 1:40    |
| 13.          | Driving Miss Crazy                                | 3:54    |
| 14.          | Trial by Liar                                     | 2:42    |
| 15.          | From the Ashes - Bonus Track                      | 2:02    |
| 16.          | Sofia Gigante - Bonus Track                       | 2:39    |
| 17.          | Maroni Exchange                                   | 3:42    |
| 18.          | Free Bliss - Bonus Track                          | 2:04    |
| 19.          | Nose Goes                                         | 1:32    |
| 20.          | Squid Maims                                       | 2:08    |
| 21.          | Getting Even                                      | 3:31    |
| 22.          | Crack One Open                                    | 2:51    |
| 23.          | Scorn on the Cobb                                 | 3:05    |
| 24.          | Family Lies                                       | 5:45    |
| 25.          | Councilman and Cobbs                              | 2:11    |
| 26.          | Oz and Ma - Bonus Track                           | 1:29    |
| 27.          | Sofia's Suite                                     | 4:54    |
| 28.          | Victor's Suite                                    | 4:19    |
| 29.          | March of The Penguin                              | 3:23    |
| 30.          | Please Tell Me Now – Shayna Steele                | 1:47    |
| 31.          | Let's Face the Music and Dance – Shayna Steele    | 4:11    |
| Gesamtlänge: | Gesamtlänge:                                      | 1:33:16 |

### Marketing und Veröffentlichung
Erstes Material zur Serie wurde am 12. April 2023 gezeigt, die des Weiteren ein TV-MA Rating erhielt. Weiteres neues Material war Teil eines Teasers für verschiedene Projekte seitens HBO für 2024.
Ein Teaser Trailer wurde am 21. März 2024 auf dem Series Mania TV Festival in Lille gezeigt und einen Tag später offiziell online veröffentlicht.
Ein zweiter Teaser Trailer wurde am 20. Juni 2024 veröffentlicht.
Weitere Promotion erfolgte auf der San Diego Comic-Con International 2024, wobei in Anwesenheit der Darsteller und Crew ein weiterer Trailer veröffentlicht wurde. Am 17. Oktober 2024 wurde auf der New York Comic-Con im Rahmen eines weiteren Panels mit Showrunnerin LeFranc und einem Teil der Besetzung eine Vorschau auf die zweite Hälfte der Miniserie gezeigt, ebenfalls wurden dem anwesenden Publikum zwei kleinere Szenen aus der fünften Episode vorab präsentiert.
Die Weltpremiere der Serie wurde am 17. September 2024 im Jazz At Lincoln Center in New York City abgehalten.
The Penguin wurde vom 19. September 2024 bis zum 10. November 2024 auf Max veröffentlicht und umfasste insgesamt acht Episoden.
Die erste Episode wurde dabei bis zum 22. September mehrfach gezeigt, die übrigen Episoden werden vom 29. September bis zum 10. November ausgestrahlt.
Im Mai 2024 sicherte sich die Sky Group die Vertriebsrechte für den europäischen Markt, die Veröffentlichung erfolgt hierbei durch Sky Atlantic und WOW einen Tag nach der US-Premiere.
Infolge einer Umbenennung wird The Penguin wie andere Serien als HBO Original vermarktet.
Die Veröffentlichung auf Blu-ray und DVD erfolgte am 17. März 2025.

## Episodenliste
| Nr. (ges.) | Nr. (St.) | Deutscher Titel | Originaltitel           | Erstausstrahlung USA | Deutschsprachige Erstveröffentlichung (D/A/CH) | Regie              | Drehbuch                        |
| --- | --------- | --------------- | ----------------------- | -------------------- | ---------------------------------------------- | ------------------ | ------------------------------- |
| 1 | 1         | Nach der Flut   | After Hours             | 19. Sept. 2024       | 20. Sept. 2024                                 | Craig Zobel        | Lauren LeFranc                  |
| Eine Woche nach der vom Riddler orchestrierten Überflutung Gothams sowie dessen Ermordung von Carmine Falcone im November 2022 durchsucht Carmines rechte Hand Oswald „Oz“ Cobb dessen Tresor in der Iceberg Lounge. Dabei überrascht ihn jedoch Alberto Falcone, Carmines drogenabhängiger Sohn und gehandelter Erbe, der Oz daraufhin in einem Gespräch seine Vorstellung vom Drogengeschäft darlegt. Als Oz durchsickern lässt, dass er größere Ambitionen verfolgt, verspottet Alberto ihn, woraufhin Oz Carmines Sohn kaltblütig erschießt. Beim Versuch die Leiche zu entsorgen, erwischt Oz mehrere Unbekannte, die sich an seinem Wagen bedienen wollen und die Flucht ergreifen. Einer von ihnen, der junge Victor Aguilar wird jedoch zurückgelassen und von Oz gezwungen ihn zu unterstützen, dieser reagiert jedoch mit etwas Mitleid, als Victor wie er eine Beeinträchtigung zeigt. Auf einen kurzen Abstecher zur Prostituierten Eve Karlo folgend, die ihm ein Alibi verschafft, trifft sich Oz mit Johnny Viti und Milos Grapa, ranghohen Mitarbeitern Falcones und muss von Veränderungen seines eigenen Geschäfts erfahren. Überraschend tritt auch Sofia Falcone, Albertos jüngere Schwester und als Der Hangman bekannte Serienmörderin, auf den Plan, die einst im Arkham State Hospital eingesperrt war, sich aber nach eigenen Angaben rehabilitiert habe. Nach einem Besuch bei Francis Cobb, seiner allmählich an Demenz leidenden Mutter, die ihn ermutigt sich Gotham zu nehmen, stattet Oz dem im Blackgate Gefängnis inhaftierten Salvatore Maroni einen Besuch ab. Sein Angebot gemeinsam das Imperium der Falcones zu zerstören lehnt Salvatore ab, erhält von Oz aber einen Ring zurück, der einst ihm gehörte und von den Falcones abgenommen wurde. Auf dem Rückweg wird Oz von Sofias Handlangern erkannt, nach einer Verfolgungsjagd abgepasst und gefangen. Im Garten des Falcone-Anwesens foltert Sofia Oz und verlangt Albertos Aufenthaltsort zu erfahren. Bevor er weiter gefoltert werden kann, fährt ein fremder Wagen auf das Anwesen und kommt durch eine Statue zum Stehen. Im Kofferraum findet Sofia zu ihrem Entsetzen die Leiche ihres Bruders und lässt Oz gehen. Dieser trifft sich wieder mit Victor, der es indes erscheinen ließ, als wären die Maronis für Albertos Tod verantwortlich und spricht über seine weiteren Pläne. |           |                 |                         |                      |                                                |                    |                                 |
| 2 | 2         | Insider         | Inside Man              | 29. Sept. 2024       | 30. Sept. 2024                                 | Craig Zobel        | Erika L. Johnson                |
| Nach dem Tod ihres Bruders sieht sich Sofia zunehmend mit Halluzinationen konfrontiert und erlebt so die Ermordung Albertos. Statt aber mit ihrem Psychiater Dr. Julian Rush zu kooperieren und die Problematik zu konfrontieren, sinnt sie auf Rache. Oz besucht derweil erneut den inzwischen verärgerten Salvatore und überzeugt ihn dennoch mit ihm weiterhin zusammenzuarbeiten, wobei die Maronis eine Wagenladung Drogen erhalten sollen. Maronis Männer fangen den Truck tatsächlich ab, unwissend, dass Oz von Viti gezwungen wurde, sich ebenfalls in diesem Wagen zu verstecken. Oz kommt gerade so mit dem Leben davon und überzeugt die Führungsriege von seiner Unschuld, der nun Carmines Bruder Luca Falcone vorsteht. Sofia glaubt dennoch an einen Insider in ihren Reihen, wird aber von Luca gebeten, sich aus dem Geschäft herauszuhalten. Insgeheim heuert sie den Polizisten Marcus Wise an und verspricht ihm Drogen als Belohnung, um der Sache auf den Grund zu gehen. Wise findet tatsächlich einen Handlanger der Maronis. Derweil beauftragt Salvatores Ehefrau Nadia Maroni Oz mit dem Aufspüren des Handlangers. Zwischenzeitlich verschlechtert sich der Zustand von Francis, als diese in ihrer Verwirrung auf die Straße rennt. Oz weigert sich trotzdem, seine Mutter in eine betreute Einrichtung zu geben und bezahlt stattdessen den Vermieter weiter, um die Wohnung zu behalten. Im Haus der Falcones findet schließlich die Andacht an den getöteten Alberto statt, wobei Victor Viti Juwelen unterzuschieben versucht, um so dessen Affäre mit Luca Falcones Frau Tina ans Licht zu bringen, wird jedoch gesehen und muss fliehen. Als er dies Oz mitteilt, ist dieser gezwungen, den gerade erst gefunden Handlanger wieder zu töten. Oz schiebt die Tat jedoch Sofias Handlanger Castillo unter, der daraufhin von Luca exekutiert wird. Später vergraben Oz und Victor die Leichen, wobei Oz den Jungen ermahnt fortan konzentriert zu bleiben, andernfalls würde er nur wie die beiden Toten enden. Später trifft sich Oz mit Sofia in der Krypta bei den Gräbern ihrer verstorbenen Verwandten, jene ist nun fest entschlossen das Familiengeschäft zu übernehmen. Da sie Oz mittlerweile wieder vertraut, bietet sie ihm eine Partnerschaft an, die dieser annimmt. |           |                 |                         |                      |                                                |                    |                                 |
| 3 | 3         | Bliss           | Bliss                   | 6. Okt. 2024         | 7. Okt. 2024                                   | Craig Zobel        | Noelle Valdivia                 |
| In einer Rückblende wird Victor aus der Ferne Zeuge, wie in Gotham mehrere Bomben hochgehen und seine Familie in der gewaltigen Flutwelle umkommt, als diese in ihren Wohnkomplex eindringt. Daraufhin sind er, seine Freundin Graciela sowie weitere Teenager auf sich gestellt. In der Gegenwart präsentiert Sofia Oz eine neue Droge, die ihr und anderen Häftlingen in Arkham verabreicht wurde; die Droge erhält im Verlauf von Oz den Namen „Bliss“. Um neuen Grund für ihr Geschäft zu erschließen, treffen sich Sofia und Oz mit Link Tsai, dem Stellvertreter der Triaden, jener will jedoch erst auf Unterstützung seitens Viti handeln. Zwischenzeitlich droht Viti Sofia sie zu töten, sollte sie nicht einen gebuchten Flug nach Rom nehmen und binnen zwei Tagen verschwunden sein. Derweil berichtet Victor Graciela davon im Dienst von Oz zu stehen, was dieser missfällt. Während Oz und Victor in einem Restaurant essen, erzählt zweiter mehr über seine Familie. Als Oz und Sofia Viti später einen Besuch abstatten, vergnügt sich dieser gerade abermals mit Tina Falcone. Nachdem Tina hinausgeworfen wird und Oz davon absieht Viti zu töten, zwingen er und Sofia ihn durch Erpressung, ein Treffen mit Feng Zhao, dem Anführer der Triaden, in einem Nachtclub zu arrangieren. Zhao gibt sich interessiert, sieht jedoch mehr Risiken als Vorteile. Indem Sofia droht andere rivalisierende Gruppierungen aufzusuchen, lenkt Zhao schließlich ein und stimmt der neuen Partnerschaft zwischen ihnen zu. Zeitgleich erleidet Victor auf der überfüllten Tanzfläche des Clubs eine Panikattacke und wird von Erinnerungen an die Flut heimgesucht. Kurz darauf erklärt er Oz, mit Graciela verschwinden zu wollen. Oz wiederum zeigt sich unglücklich darüber, macht Victor aber klar, dass er gehen könne wenn er es wolle, obgleich er ihm zuvor eine Waffe an den Kopf hält. Im Anschluss stiehlt Victor den Wagen von Oz und entscheidet sich im letzten Moment jedoch gegen die Abreise mit Graciela und lässt sie so allein den Bus nehmen. Oz und Sofia werden etwa zeitgleich von Nadia Maroni überrascht, die nun dessen doppeltes Spiel erkennt und beide exekutieren lassen will. Victor eilt zur Hilfe, indem er einen Handlanger Maronis tödlich anfährt und Oz so einen Fluchtweg ermöglicht. Beide entkommen daraufhin eilig der Gefahrenlage und lassen Sofia zu Victors Verwunderung zurück. |           |                 |                         |                      |                                                |                    |                                 |
| 4 | 4         | Rache           | Cent’Anni               | 13. Okt. 2024        | 14. Okt. 2024                                  | Helen Shaver       | John McCutcheon                 |
| Vor Victors Rettung von Oz gibt Nadia gegenüber Sofia die Wahrheit über Albertos Tod preis und enthüllt das doppelte Spiel ihres Partners. Oz versucht sich jedoch aus der Situation herauszureden und fleht um sein Leben. Nachdem er durch Victor fliehen kann und Sofia verwundet zurücklässt, wendet sich diese telefonisch an Rush, verliert aber dabei das Bewusstsein. In Rückblenden wird Sofias Vergangenheit beleuchtet, so führte sie zehn Jahre zuvor eine Stiftung zu Ehren ihrer Mutter Isabella; diese litt einst an Depressionen und nahm sich scheinbar das Leben. Oz ist zu dieser Zeit als Sofias Fahrer tätig. Eines Tages wird Sofia von der Reporterin Summer Gleeson angesprochen, die mehreren Todesfällen von erwürgten Frauen im Umfeld der Iceberg Lounge nachgeht und diese ihrem Vater Carmine anlastet. Sofia will sich zunächst heraushalten, trifft sich dann trotzdem wieder mit Gleeson. Oz gibt diese Info allerdings an Carmine weiter, welcher sie kurz darauf konfrontiert. Als Sofia langsam bemerkt, dass Carmine sowohl die Frauen als auch ihre Mutter erwürgt haben muss, lässt dieser sie von Oz nach Hause fahren. Allerdings werden beide auf dem Weg von der Polizei abgepasst und Sofia für die Morde an den Frauen verhaftet, inklusive der Reporterin, deren Ermordung Carmine zwischenzeitlich in Auftrag gab. Sofia wird unmittelbar danach ins Arkham State Hospital gebracht und gerät physisch als auch psychisch schnell an ihre Grenzen. Ihre Zellengenossen verspotten und nennen sie Hangman, die Mitgefangene Abby schlägt sie zusammen und ihr Arzt therapiert sie mit Elektroschocks. Einzig Rush, zu dieser Zeit Assistent des Arztes, und Alberto sind nicht von ihrer Schuld überzeugt. Jedoch kann ihr Bruder nicht verhindern, dass ihre Haftstrafe von sechs Monaten auf letztlich zehn Jahre verlängert wird. Als Reaktion auf die Zustände in Arkham quittiert Rush zudem seine Stelle. Sofia gibt sich schließlich ihrer Wut hin und schlägt ihrer Mitgefangenen Magpie auf brutale Weise den Schädel ein, ehe sie betäubt wird. In der Gegenwart kommt Sofia im Haus Rushs wieder zu sich, sortiert ihre Gedanken und kommt zu der Auffassung, dass nicht sie, sondern die Welt gebrochen sei. Später trifft sie im Falcone-Anwesen ein, während der Rest der Familie gerade diniert, und verurteilt alle Anwesenden. Ebenso verkündet sie, fortan ein neues Leben beginnen zu wollen, ohne ihre Familie. Nachts eskortiert sie Gia Viti, die Tochter ihrer Cousine Carla, ins Gartenhaus und übernachtet dort mit ihr. Am nächsten Morgen stellt sich heraus, dass Sofia den gesamten anwesenden Haushalt der Falcones, darunter Milos, Luca und Carla mit Giftgas ermordet hatte. Einzig Viti wurde von ihr verschont, dem sie nun mit vorgehaltener Waffe erklärt, sie müssten reden. |           |                 |                         |                      |                                                |                    |                                 |
| 5 | 5         | Heimkehr        | Homecoming              | 20. Okt. 2024        | 21. Okt. 2024                                  | Helen Shaver       | Breannah Gibson & Shaye Ogbonna |
| Um den Druck auf die Maronis zu erhöhen, entführt Oz mithilfe seines Teams Taj Maroni, Salvatores und Nadias Sohn, und zwingt sie zu einem Austausch. Im Gegenzug für Tajs Leben erhält Oz die Ladung Drogen zurück, die sich Nadia einst unter den Nagel riss. Derweil befragt die Polizei unter Leitung von Chief Mackenzie Bock Sofia hinsichtlich der Ereignisse und des Verbleibs von Viti, diese blockt jedoch die Fragen ab und lässt Gia in ein Waisenhaus bringen. Später foltert Sofia Viti unterhalb des Anwesens in der Krypta und verlangt Zugang zu sauberem Geld. Dabei verrät er ihr, dass ihre Mutter ursprünglich Carmine zu verlassen gedachte, es aber wegen ihrer Kinder nicht konnte. Während Oz sich auf den Austausch mit Nadia vorbereitet, beauftragt er Victor, sich um Francis zu kümmern und schickt einen bestochenen Wachmann nach Blackgate, um Salvatore zu ermorden. Nachdem Taj in einem Warenhaus an Nadia ausgeliefert wird, kommt es zu einer Schießerei, wobei Oz Mutter und Sohn bei lebendigem Leib verbrennt und mit den Drogen flieht, die jedoch bis auf zwei Eimer gänzlich vernichtet werden. Kurz darauf erklärt Salvatore, der inzwischen aus Blackgate geflohen und in seinem Versteck untergetaucht ist, Oz via Telefon den Anschlag überlebt zu haben und bedroht ihn nun. Als Reaktion auf die Drohung lässt Oz Francis von Victor in ein neues Appartement in den Bezirk Crown Point bringen, wobei der Drogendealer Squid sie beobachtet. Sofia versammelt unterdessen die verbliebenen Handlanger der Falcones, erklärt die Übernahme des Geschäfts und macht ihnen mit viel Geld das Angebot, Teil einer neuen Familie zu werden, die fortan unter dem Namen Gigante, Isabella Falcones Mädchenname, operiert. Dabei entledigt sie sich schließlich Vitis per Kopfschuss und sichert die Loyalität der vormals für Carmine arbeitenden Männer. Auch Rush schließt sich ihr an, nachdem er sie als Verantwortliche für die Todesfälle im Falcone-Anwesen erkennt und nun bewundert. Ebenso überredet Sofia Salvatore bei einem überraschenden Besuch zu einem Bündnis, indem sie zuerst Oz töten und danach Gotham übernehmen. Zwischen Oz und Eve kommt es zeitgleich zum allmählichen Bruch, da sie um ihre Sicherheit sowie die ihrer Mädchen und Mitarbeiterinnen fürchtet. Auch Francis weist Oz zurück, als er sie beruhigen will. Einige Zeit später stoßen Oz und Victor durch eine alte Münze auf eine verlassene Straßenbahn-Station, die sie fortan als Basis für ihr Drogengeschäft nutzen wollen. |           |                 |                         |                      |                                                |                    |                                 |
| 6 | 6         | Gipfeltreffen   | Gold Summit             | 27. Okt. 2024        | 28. Okt. 2024                                  | Kevin Bray         | Nick Towne                      |
| In der folgenden Zeit beginnt das Drogengeschäft von Oz im Untergrund zu florieren und nimmt Fahrt auf, indem weitere Gangs die Drogen in der Stadt ausliefern. Salvatore lebt unterdessen im Falcone-Anwesen bei Sofia, Rush und den neuen Gigantes und merkt entgegen Sofias Annahme an, dass die Triaden aufgrund der neuen Droge nicht ihr, sondern Oz gegenüber loyal sein werden. Als Reaktion und Zeichen an Oz lässt Sofia dessen Lieferanten töten, öffentlich aufknüpfen und ihnen jeweils einen Finger entfernen. Oz hingegen weist die Gangs an, die Droge nun kostenlos zu verteilen. Später brechen Sofia und Salvatore in die frühere Wohnung von Oz ein, finden jedoch nichts Wertvolles, lediglich ein Foto von Eve wird von Sofia mitgenommen. Derweil erweist sich die Demenz von Francis als noch schwerer, sodass sie Oz das Versprechen abringt, ihr Sterbehilfe zu leisten, wenn es zu schlimm werden sollte. Aufgrund von korrupten Lokalpolitikern fehlt Crown Point inzwischen der Strom, weswegen Oz den Stadtrat Sebastian Hady bedroht und zwingt, die Energie wiederherzustellen. Victor wird wiederum von Squid angesprochen und darum gebeten, ihn am Drogengeschäft zu beteiligen. Nachdem Oz Victor signalisiert, Squid wäre bei ihnen nicht willkommen, berichtet Victor dem Dealer von der Absage. Squid verhält sich daraufhin zunehmend aggressiv und verlangt mit Oz zu sprechen, Victor hingegen reagiert ruhig, schießt ihm jedoch kurz darauf in den Hals und lässt ihn in einer Gasse verbluten. Sofia sucht währenddessen Eve auf und erklärt ihr die wahren Umstände, auch das Oz von Carmines Taten wusste. Schließlich gibt Eve den Aufenthaltsort Crown Point preis und wird von Sofia verschont, obgleich sie sie zuvor bedroht. Oz versammelt unterdessen die Anführer der lokalen Gangs und fordert sie zur gemeinsamen Kooperation gegen die Maronis und Gigantes auf. Durch seine Erklärung, Alberto getötet zu haben und das ihre Kontrolle über Gotham die Reichen untergraben werde, räumt er letzte Zweifel aus dem Weg und gewinnt sie für seine Seite. Kurz danach wird die Stromversorgung von Crown Point wieder hergestellt. Als Francis und Victor davon Notiz nehmen, tanzen sie erfreut zusammen. Unwissentlich hat sich jedoch Sofia Zugang zum Appartement verschafft und legt sich mit einem Brecheisen auf die Lauer. |           |                 |                         |                      |                                                |                    |                                 |
| 7 | 7         | Filmabend       | Top Hat                 | 3. Nov. 2024         | 4. Nov. 2024                                   | Kevin Bray         | Vladimir Cvetko                 |
| Im Jahr 1988 wird ein junger Oz zunehmend neidisch auf seine beiden Brüder Jack und Benny, da sie die Aufmerksamkeit von Francis für sich beanspruchen; dadurch fühlt sich Oz benachteiligt. Beim Versteckspiel in den Straßenbahn-Tunneln verstecken sich Jack und Benny durch eine Leiter in einem Tunnel, die Oz durch seine Beeinträchtigung nur schwer benutzen kann. In seiner Wut sperrt Oz seine Brüder im Tunnel ein und kehrt nach Hause zurück, Francis erklärt er, die Brüder seien ins Kino gegangen. Während Oz und Francis am Abend den Film Top Hat schauen, ertrinken Jack und Benny im Tunnel aufgrund der schweren Regenfälle. In der Gegenwart findet Oz im Versteck den verletzten Victor vor und muss erfahren, dass Sofia Francis entführt hat. Nachdem Oz Victor losschickt, um ihre Verbündeten zu mobilisieren, trifft Salvatore ein und foltert Oz mit einem Golfschläger. Salvatore lässt Oz allerdings leben, damit er sich Sofia stellt und zwingt Oz, ihn zu seiner Basis zu bringen. Dort angekommen verkündet Salvatore den Anhängern von Oz, sie würden nun für ihn arbeiten, doch einer der Anhänger stellt kurz den Strom ab, wobei Salvatores Anhänger überwältigt werden. Salvatore und Oz geraten zudem in ein Handgemenge, in dessen Verlauf Salvatore plötzlich einen Herzinfarkt erleidet und daraufhin stirbt. Telefonisch bietet Oz danach Sofia sein Drogengeschäft sowie Salvatores Imperium an, verlangt im Gegenzug aber die sichere Rückführung seiner Mutter. Diese zeigt sich überraschend schlagfertig im Gespräch mit Sofia, kämpft jedoch unmittelbar danach wieder mit ihrer Demenz. Als Sofia zugetragen wird, dass die Polizei mit Gia sprechen will, überlässt sie Francis der Obhut von Rush und besucht ihre Nichte. Sie erklärt Gia, ihre Familie habe es verdient und beharrt auf ihrer Unschuld. Nach dem Besuch hegt sie Zweifel an ihrer Einstellung, Rush überzeugt sie aber weiterhin am Gedanken, Oz leiden sehen zu wollen, festzuhalten. Später lässt Sofia einen Van in die Basis von Oz bringen und erklärt ihm am Telefon, er würde ein Geschenk erhalten. Oz rechnet zunächst mit dem Leichnam seiner Mutter, findet aber stattdessen einen Sprengsatz vor, der nach mehreren Sekunden detoniert. Während seine Anhänger in der Basis allesamt getötet werden, rettet sich Oz durch einen Sprung in den Tunnel, in dem er einst seine Brüder ertrinken ließ. Die Explosion reißt die Straße auf und verursacht große Verwüstung. Als Oz an die Oberfläche zurückkehrt, nähert sich ihm der von Sofia bestochene Polizist Wise und schlägt ihn bewusstlos. |           |                 |                         |                      |                                                |                    |                                 |
| 8 | 8         | Am Ziel         | A Great or Little Thing | 10. Nov. 2024        | 11. Nov. 2024                                  | Jennifer Getzinger | Lauren LeFranc                  |
| Durch Rushs Methoden erinnert sich Francis an ein Gespräch mit Rex Calabrese, der ihr finanzielle Unterstützung bei der Beerdigung von Jack und Benny anbietet. Dabei bittet sie Calabrese um seine Hilfe, wobei dieser Francis vorschlägt, sich die Liebe von Oz zunutze zu machen. In der Gegenwart entscheiden sich die Anführer der Gangs trotz Bitten Victors gegen Oz und für Sofia. Oz wird derweil in den alten Nachtclub Monroe's gebracht und von Sofia aufgefordert, in ihrer Gegenwart sowie der von Francis seine wahre Rolle hinsichtlich dem Tod seiner Brüder zuzugeben. Oz besteht allerdings darauf, unschuldig zu sein. Als Francis daraufhin ein Finger abgetrennt werden soll, lässt diese in Panik ihrer Wut freien Lauf und gibt Oz gegenüber zu, es immer gewusst und ihn immer gehasst zu haben. Mit einer zerbrochenen Flasche verletzt sie ihren Sohn, ehe sie einen weiteren Anfall erleidet und zusammenbricht. Oz gelingt es kurz danach sich zu befreien, aus dem Club zu entkommen und Francis in ein Krankenhaus zu bringen. Dort versorgt er seine Wunde und trifft sich erneut mit Victor. Sofia stellt daraufhin bei einer Versammlung der Gangs demjenigen ihr kriminelles Imperium in Aussicht, welcher Oz töten kann, setzt ein Kopfgeld auf Oz aus, und will danach nun Gotham verlassen. Oz hingegen trifft sich wieder mit Hady und überzeugt ihn, dass Sofia für all die jüngeren Entwicklungen verantwortlich sei. Ebenso bietet er Hady an, ihn vor der Stadt als Retter erscheinen zu lassen, der den Bandenkrieg beendete, verlangt aber als Gegenleistung einen Posten im Stadtrat. Hady merkt dabei an, dass Bürgermeisterin Bella Reál Falcones Verbündete und Anhänger unter die Lupe nehmen würde. Nach dem Treffen wird Oz von Zhaos Handlangern geschnappt und zu einem Flugplatz gebracht, wo Sofia, die zwischenzeitlich das Falcone-Anwesen und die letzten Besitztümer ihres Vaters niederbrennen ließ, ihn bereits erwartet. Zu ihrer Überraschung stellen sich jedoch die Stellvertreter der Gangs gegen ihre Anführer und töten diese, ehe Oz Sofia zum Hafen unterhalb der Elliot Bridge führt. Jedoch tötet er Sofia nicht, sondern überlässt sie der Polizei unter Chief Bock, die sie erneut in Arkham inhaftiert. Mit Sofia aus dem Weg statten Oz und Victor Francis einen Besuch ab und wollen feiern, diese hat allerdings einen Schlaganfall erlitten und befindet sich fortan in einem vegetativen Zustand. Bei dem darauffolgenden Gespräch mit Victor, in dem dieser erklärt, ihn und Francis als Familie zu sehen, erwürgt Oz plötzlich seinen Schützling mit bloßen Händen, um sich seiner angeblichen Schwäche zu entledigen. Im Anschluss nimmt er dessen Geld an sich, wirft den Führerschein in einen Fluss und lässt die Leiche zurück. Sofia wird unterdessen im Arkham State Hospital von Rush, der in seine Tätigkeit zurückgekehrt ist und ihren Psychiater mimt, besucht und erhält einen Brief von Selina Kyle, ihrer scheinbaren Halbschwester. Oz wiederum zieht mit Francis in ein teures Penthouse ein und tanzt dort abends triumphierend mit Eve, die ihn kostümiert als Francis erwartet und dabei anmerkt, nun würde ihm nichts mehr im Wege stehen. Zum gleichen Zeitpunkt leuchtet in Gotham das Bat-Signal auf. |           |                 |                         |                      |                                                |                    |                                 |

## Rezeption

### Abrufzahlen
Angaben von Max zufolge erreichte The Penguin binnen 4 Tagen 5,3 Millionen Zuschauer und erzielte somit das beste Ergebnis für eine neue Serie seit des Starts von The Last of Us (seit 2023).
Nach elf Tagen konnte die Serie 10,4 Millionen Zuschauer vorweisen, womit sie nur unter The Last of Us und House of the Dragon (seit 2022) liegt, wobei die zweite Episode eine Steigerung von 17 % im Vergleich zur Pilotepisode erzielte. Der Trend setzte sich bei den weiteren Episoden fort, die vierte Episode erreichte dabei eine noch bessere Zahl als die zweite und wurde in der Folgewoche von der fünften Episode übertroffen. Die siebte Episode erzielte einen weiteren Spitzenwert, die Pilotepisode war zum Zeitpunkt der Vermeldung nach Angaben von Warner Bros. Discovery insgesamt von über 16 Millionen Zuschauern gestreamt worden. Mit der finalen Episode konnte The Penguin die höchste Anzahl an Zuschauern verzeichnen und den besten Wert der Staffel vorweisen.
Wie Reelgood vermeldete, befand sich The Penguin in der Startwoche auf Platz 1 der Streaming Charts.

### Kritiken
The Penguin wurde mehrheitlich positiv bewertet und überzeugte 95 % der 210 gelisteten Kritiker auf Rotten Tomatoes, mit einer durchschnittlichen Bewertung von 8,1 von 10 Punkten; dadurch ging die Serie aus den 25. Annual Golden Tomato Awards als Erstplatzierte unter den Mystery und Thriller Serien hervor. Auf Metacritic erreichte die Serie basierend auf 41 erfassten Kritiken einen Metascore von 72 von 100 möglichen Punkten.
Von Kritikerseite mehrheitlich positiv hervorgehoben wurde das Schauspiel von Hauptdarsteller Colin Farrell sowie Cristin Milioti. Einzelnes Lob ging ebenfalls an die Darsteller Rhenzy Feliz und Deirdre O’Connell.
Kritischer zeigte sich Erik Adams von IGN und bemängelte inhaltliche Aspekte, zudem hätten LeFranc und ihr Team mehr auf sich genommen, als sie händeln könnten; dennoch lobte auch er Farrells Leistung, wodurch die Figur es vermeide zum Klischee zu werden. Ben Travers von IndieWire sieht The Penguin als eine Allegorie für Donald Trump und bemerkt nach einem gemischten Urteil, die Serie hätte von etwas mehr Variation profitieren können. Rezensenten von Entertainment Weekly und dem Independent kamen ebenfalls zu recht gemischt bis positiven Ansichten.

### Auszeichnungen
American Film Institute Award
- Top TV Programmes of the Year 2024[169]

Art Directors Guild Awards 2025
- Auszeichnung für das beste Szenenbild in einer Miniserie (Kalina Ivanov)[170][171]

Camerimage 2024
- Nominierung in der Kategorie TV Series Competition (Episode After Hours)[172]

Critics’ Choice Super Awards 2025
- Auszeichnung für die beste Superheldenserie
- Auszeichnung für den besten Schauspieler in einer Superhelden-, einer Miniserie oder einem Fernsehfilm (Colin Farrell)
- Auszeichnung für die beste Schauspielerin in einer Superhelden-, einer Miniserie oder einem Fernsehfilm (Cristin Milioti)
- Auszeichnung für den besten Bösewicht in einer Serie, einer Miniserie oder einem Fernsehfilm (Colin Farrell)

Critics’ Choice Television Awards 2025
- Nominierung als beste Miniserie
- Auszeichnung für den besten Hauptdarsteller in einer Miniserie (Colin Farrell)
- Auszeichnung für die beste Hauptdarstellerin in einer Miniserie (Cristin Milioti)
- Nominierung für die beste Nebendarstellerin in einer Miniserie (Deirdre O’Connell)

Directors Guild of America Award 2025
- Nominierung in der Kategorie Outstanding Directoral Achievement in Movies for Television and Limited Series (Kevin Bray für die Episode Top Hat)
- Nominierung in der Kategorie Outstanding Directoral Achievement in Movies for Television and Limited Series (Jennifer Getzinger für die Episode A Great or Little Thing)
- Nominierung in der Kategorie Outstanding Directoral Achievement in Movies for Television and Limited Series (Helen Shaver für die Episode Cent’Anni)

Eddie Awards 2025
- Nominierung für den besten Schnitt in einer Miniserie (Henk Van Eeghen, Episode After Hours)[178]

Emmy-Awards 2025
- Nominierung als beste Miniserie
- Nominierung für den besten Hauptdarsteller in einer Miniserie oder einem Fernsehfilm (Colin Farrell)
- Nominierung für die beste Hauptdarstellerin in einer Miniserie oder einem Fernsehfilm (Cristin Milioti)
- Nominierung für die beste TV-Nebendarstellerin in einer Miniserie oder einem Fernsehfilm (Deirdre O’Connell)
- Nominierung für das beste Szenenbild einer zeitgenössischen Erzählung (60 Minuten oder länger; Kalina Ivanov; Episode Homecoming)
- Nominierung für die beste Regie für eine Miniserie oder einen Fernsehfilm (Helen Shaver für die Episode Cent’Anni)
- Nominierung für die beste Regie für eine Miniserie oder einen Fernsehfilm (Jennifer Getzinger für die Episode A Great or Little Thing)
- Nominierung für das beste Drehbuch für eine Miniserie oder einen Fernsehfilm (Lauren LeFranc; Episode A Great or Little Thing)
- Nominierung für das beste Casting für eine Miniserie oder einen Fernsehfilm (Cindy Tolen & Suzanne Ryan)
- Nominierung für die beste Kameraführung für eine Miniserie oder einen Fernsehfilm (David Franco für die Episode Top Hat)
- Nominierung für das beste Kostümdesign einer zeitgenössischen Miniserie, Anthalogieserie oder eines Fernsehfilms (Helen Huang; Episode A Great or Little Thing)
- Nominierung für das beste Makeup einer zeitgenössischen Erzählung (Martha Melendez; Episode Cent’Anni)
- Nominierung für das beste Makeup für eine Serie, eine Miniserie, einen Fernsehfilm oder ein Special (mit Prothesen) (Mike Marino; Episode After Hours)
- Nominierung für das beste Hairstyling in einer zeitgenössischen Fernsehserie (Brian Badie, Jenn Vasilopoulos & Mariko Miyagi; Episode Cent’Anni)
- Nominierung für das beste Titeldesign (Aaron Becker)
- Nominierung für die beste Musikkomposition für eine Miniserie, einen Fernsehfilm oder ein Special (Mick Giacchino; Episode After Hours)
- Nominierung für den besten Schnitt für eine Miniserie, einen Fernsehfilm oder ein Special (Andy Keir; Episode Bliss)
- Nominierung für den besten Schnitt für eine Miniserie, einen Fernsehfilm oder ein Special (Meg Reticker; Episode Cent’Anni)
- Nominierung für den besten Schnitt für eine Miniserie, einen Fernsehfilm oder ein Special (Hank Van Eeghen; Episode A Great or Little Thing)
- Nominierung für den besten Tonschnitt in einer Miniserie, einem Fernsehfilm oder einem Special (Episode After Hours)
- Nominierung für die beste Tonabmischung in einer Miniserie, einem Fernsehfilm oder einem Special (Episode After Hours)
- Nominierung für die besten Visuellen Effekte in einer einzelnen Episode (Bliss)
- Nominierung für die besten Stunt-Koordination in einer Dramaserie (Stephen Pope)
- Nominierung für die besten Stunt-Performer (Corey Pierno & Chris Gombos)

Golden Globe Awards 2025
- Nominierung als beste Miniserie
- Auszeichnung für den besten Hauptdarsteller – Miniserie (Colin Farrell)
- Nominierung für die beste Hauptdarstellerin – Miniserie (Cristin Milioti)

Golden Reel Awards 2025
- Nominierung in der Kategorie Outstanding Achievement in Sound Editing – Broadcast Long Form Dialogue / ADR (Episode Cent’Anni)
- Nominierung in der Kategorie Outstanding Achievement in Sound Editing – Broadcast Long Form Effects / Foley (Episode After Hours)
- Auszeichnung in der Kategorie Outstanding Achievement in Music Editing – Broadcast Long Form (Episode Cent’Anni)

Golden Trailer Awards 2025
- Nominierung für den Besten Teaser oder Trailer eines Dramas – TV- oder Streaming-Serie
- Auszeichnung für das beste BTS / EPK für eine Streaming-Serie (Über zwei Minuten; Becoming The Penguin)

Gracie Awards 2025
- Auszeichnung in der Kategorie Outstanding Actress in a Leading Role, Made for TV Movie or Limited Series (Cristin Milioti)[186]

Independent Spirit Awards 2025
- Nominierung für die beste Hauptrolle in einer Fernsehserie (Cristin Milioti)[187]

Irish Film and Television Awards 2025
- Auszeichnung für den besten Hauptdarsteller – Drama (Colin Farrell)
- Nominierung für die beste Kamera (Darran Tiernan)

Make-Up Artists and Hair Stylists Guild Awards 2025
- Nominierung in der Kategorie Best Contemporary Make-Up (Martha Melendez, Kim Collea, Maria Maio, Mia Bauman)
- Auszeichnung in der Kategorie Best Special Make-Up Effects (Mike Marino, Michael Fontaine, Crystal Jurado, Diana Y. Choi, Claire Flewin)
- Nominierung in der Kategorie Best Contemporary Hair Styling (Brian Badie, Jenn Vasilopoulos, Mariko Miyagi, Bobby Diehl)

Producers Guild of America Awards 2025
- Nominierung für den David L. Wolper Award – Beste Miniserie
- Nominierung für den Outstanding Shortform Program Award (Videoformat Inside Gotham)

Satellite Awards 2024
- Nominierung als beste Miniserie
- Auszeichnung für den besten Darsteller in einer Miniserie (Colin Farrell)
- Nominierung für die beste Darstellerin in einer Miniserie (Cristin Milioti)

Saturn-Award-Verleihung 2025
- Nominierung als beste Superheldenserie
- Auszeichnung für den besten TV-Hauptdarsteller (Colin Farrell)
- Auszeichnung für die beste TV-Nebendarstellerin (Cristin Milioti)
- Nominierung für den besten TV-Nachwuchsschauspieler (Rhenzy Feliz)

Screen Actors Guild Awards 2025
- Auszeichnung für den besten Darsteller in einer Miniserie (Colin Farrell)
- Nominierung für die beste Darstellerin in einer Miniserie (Cristin Milioti)
- Nominierung für das beste Stuntensemble in einer Fernsehserie

Society of Camera Operators Awards 2025
- Nominierung in der Kategorie Camera Operator of the Year – Television (Sam Ellison, Episode Cent’Anni)[200]

VES Awards 2025
- Auszeichnung für die besten unterstützenden visuellen Effekte in einer fotorealistischen Episode (Episode Bliss, Johnny Han, Michelle Rose, Goran Pavles, Ed Bruce und Devin Maggio)
- Auszeichnung für die beste Lichtkomposition (Episode After Hours, Jonas Stuckenbrock, Karen Chang, Eugene Bondar und Miky Girón)
- Auszeichnung für die besten praktischen Spezialeffekte in einem fotorealistischen Projekt (Safe Guns, Devin Maggio, Johnny Han, Cory Candrilli und Alexandre Prod'homme)
- Nominierung für den Emerging Technology Award (Phase Synced Flash-Gun System, Johnny Han, Jefferson Han, Joseph Menafra und Michael Pynn)

Virginia Film Festival 2024
- Auszeichnung mit dem Craft Award (Kalina Ivanov)[203]

Writers Guild of America Awards 2025
- Auszeichnung für das beste Drehbuch – Miniserie (Vladimir Cvetko, Breannah Gibson, Erika L. Johnson, Lauren LeFranc, Corina Maritescu, Megan, Martin, John McCutcheon, Shaye Ogbonna, Nick Towne, Noelle Valdivia & Kira Snyder)[204][205]

## Fortsetzung
Nachdem Reeves zuvor bereits die Rückkehr von Farrell in The Batman: Part II verkündet hatte, gab dieser nach dem Finale der Miniserie an, er habe bisher noch kein Drehbuch erhalten, würde jedoch in fünf oder sechs Szenen des Films auftreten. Farrell zeigte sich auch offen für eine zweite Staffel, sofern es eine gute Idee und ein starkes Drehbuch gäbe; zudem erklärte er, für drei Filme unterschrieben zu haben. Seitens HBO äußerte der CEO von Warner Bros. Discovery Casey Bloys, er überlasse die Entscheidung Reeves und LeFranc, und zeigte sich hoffnungsvoll.
Reeves wiederum gab zu Protokoll, eine zweite Staffel wäre möglich. Im Dezember 2024 erklärte Reeves gegenüber Schauspielerin Zoë Kravitz, man würde bereits mit LeFranc über eine zweite Staffel sprechen.